# 伊恩·戈尔丁
伊恩·戈尔丁（英語：Ian Andrew Goldin，1955年3月3日—）是一位南非经济学家，牛津大学教授。专攻方向为全球化和发展理论。

## 生平
出生于南非，先后毕业于开普敦大学、伦敦政治经济学院、牛津大学和欧洲工商管理学院。1996年前担任欧洲复兴开发银行首席经济学家，经济合作与发展组织项目主任，1996年至2001年担任南非开发银行首席执行官和南非总统纳尔逊·曼德拉经济顾问。2001年至2003年担任世界银行发展政策主任，2003年至2006年升任世界银行副行长。2006年创建牛津大学马丁学院并担任创始主任和技术与经济变革项目主任。